# Epifanij Pavijski
Sveti Epifanij Paviljski, rimski škof in svetnik, * 438, Pavia, † 21. januar 496, Pavia.
Sveti Epifanij Paviljski goduje 21. januarja.